# Organologie (věda o hudebních nástrojích)

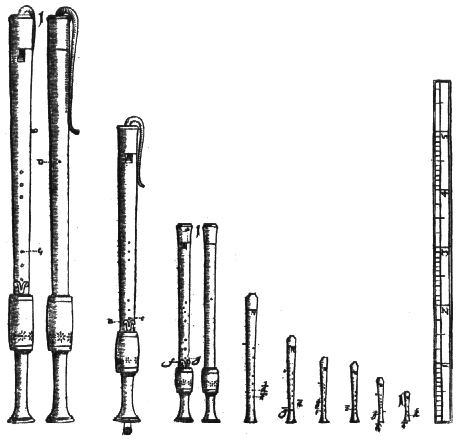
Praetorius, "Syntagma musicum", tabulka některých barokních zobcových fléten.

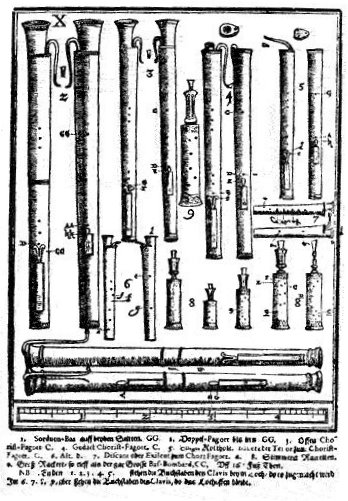
Praetorius, "Syntagma musicum", tabulka některých starých fagotů.

Organologie je vědní disciplína zabývající se hudebními nástroji, resp. jejich zkoumáním z hlediska historického vývoje, akustických a mechanických vlastností, konstrukčních technik a hudební praxe.
Název pochází z řeckého slova ὄργανον (organon - původně označení pro jakýkoliv - nejen hudební - nástroj, později pro varhany). Stejný název má proto i vědní podobor zabývající se varhanami. Výraz byl poprvé použit Michaelem Praetoriem v traktátu Syntagma musicum z roku 1618.
Organologie se dá rozdělit na obory:
- Historická: zkoumá staré hudební nástroje a skupiny nástrojů v průběhu času.
- Moderní: zabývá se nástroji a částečně i technikou hry v průběhu posledních zhruba 100 let.
- Technická: popisuje technický vývoj nástrojů i jejich konstrukci a s ní související změny zvuku.

## Systematiky hudebních nástrojů

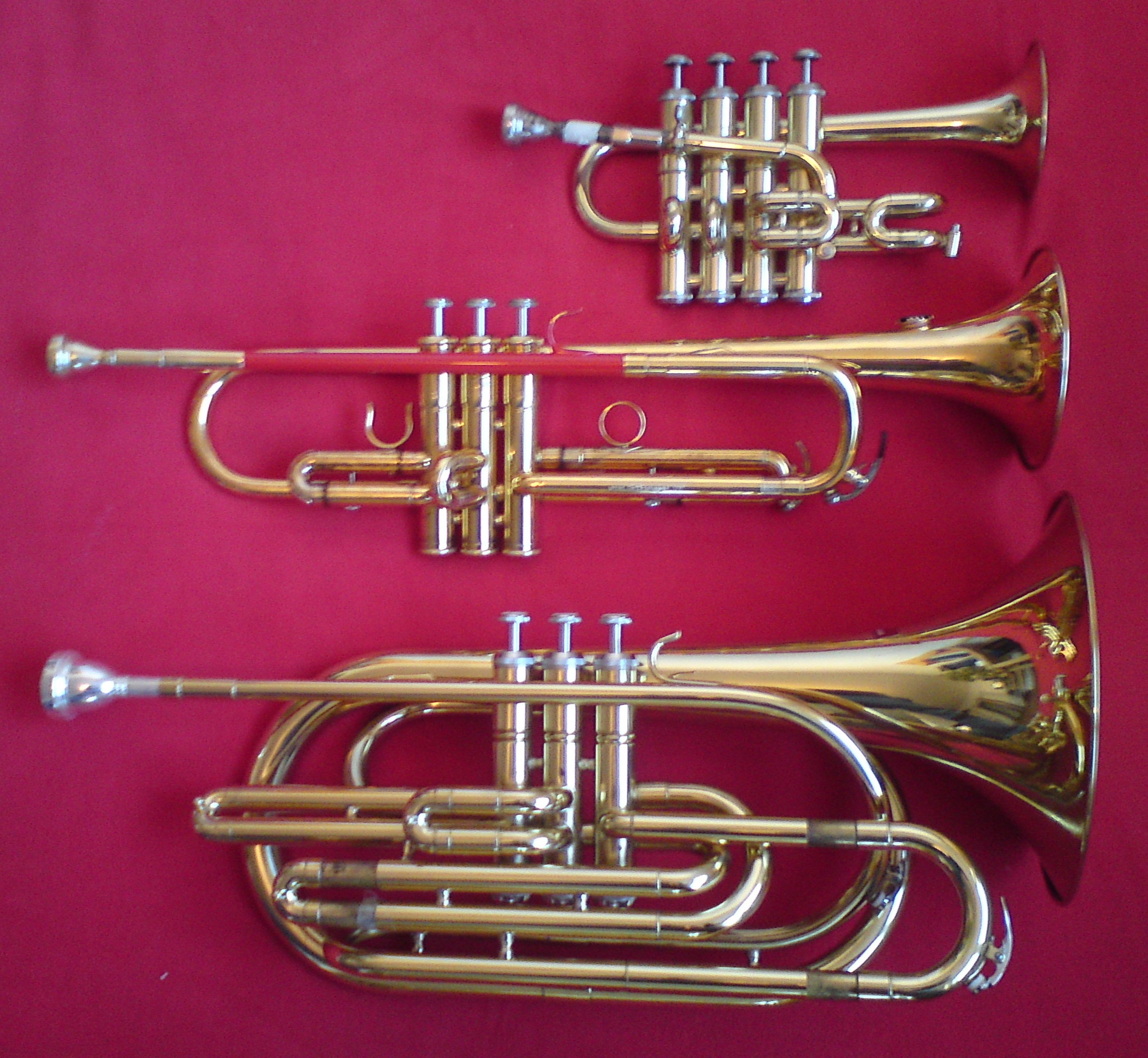
Aerofony (Pikolová trubka, "standardní" B-trubka a basová trubka)

Dodones obecně nejčastěji užívaná Sachsova-Hornbostelova systematika pochází od vídeňského muzikologa Ericha Moritze von Hornbostela a Curta Sachse, kteří na společně pracovali na "Sbírce starých hudebních nástrojů při Státní vysoké škole hudby v Berlíně". Sami svoji klasifikaci označovali jako pokus o systematizaci hudebních nástrojů celého světa. Zveřejněn byl roku 1914 v časopise o etnologii (Zeitschrift für Ethnologie). V zásadě je postaven na systému od Victora-Charlese Mahillona, kurátora muzea při konzervatoři v Bruselu z roku 1888. Roku 1948 Hans-Heinz Dräger tuto systematiku rozšířil o skupinu elektrofonů. Hlavní skupiny Sachsovy-Hornbostelovy systematiky stojí především na způsobu tvoření tónu, původci tónu (oscilátoru), u skupiny chordofonů ovšem na způsobu rezonanční skříňky a pořadí strun.
1.) Idiofony
1. úderové idiofony
2. drnkací (trsací) idiofony
3. třecí idiofony
4. vzduchové idiofony
5. Jednotné závěrečné členění

2.) Membranofony
1. úderové membranofony
2. trsací membranofony
3. třecí membranofony
4. vzduchové membranofony (mirlitony)
5. Jednotné závěrečné členění

3.) Chordofony
1. prosté (jednoduché) chordofony nebo citery
2. složené chordofony
3. Jednotné závěrečné členění

4.) Aerofony
1. volné aerofony
2. vlastní dechové nástroje
3. Jednotné závěrečné členění

5.) Elektrofony
1. Elektromechanické hudební nástroje
2. Elektronické hudební nástroje
3. Digitální hudební nástroje

## Organologové
Historicky důležitými osobnostmi v oboru jsou Xavier Mahillon (Brusel), Erich Moritz von Hornbostel (Vídeň) a Curt Sachs (Berlín). Významným českým organologem je Milan Guštar, který v letech 2007 až 2008 vydal monumentální dílo Elektrofony.

### Historické evropské traktáty o organologii
- Isidor Sevillský, Etymologiarum (6.-7. stol.) v knize XX obsahuje jedna ručně psaná strana popisy hudebních nástrojů.
- Martinus Agricola, Musica instumentalis (1529).
- Michael Praetorius, Syntagma Musicum (1619), ve II. díle "De orghanographia" je titulní strana a některé tabulky věnované nástrojům - chordofonům a aerofonům.
- Michael Praetorius, Theatrum Instrumentorum (1620).
- Athanasius Kircher, Musurgia universalis (1650), obsahuje tabulky o intonaci tympanů.